# Eurytoma bigeloviae
Eurytoma bigeloviae is een vliesvleugelig insect uit de familie Eurytomidae. De wetenschappelijke naam is voor het eerst geldig gepubliceerd in 1890 door Ashmead.